# 샤이닝 파워
샤이닝 파워(シャイニング パワー)는 2010년 11월 10일 발매된 Berryz코보의 24번째 싱글이다.

## 트랙리스트
1. 샤이닝 파워 (シャイニング パワー)
  - 이나즈마 일레븐의 엔딩 테마
2. ちょっとさみしいな
3. 샤이닝 파워 (シャイニング パワー) (Instrumental)